# Akademische Verbindung Föhrberg Tübingen
Die Akademische Verbindung Föhrberg (TBK) ist eine gemischte, nichtschlagende Studentenverbindung an der Eberhard Karls Universität in Tübingen. Die 1879 gegründete Verbindung hat einen christlichen Hintergrund, trägt und führt nach dem Schwarzen Prinzip kein Couleur.

## Geschichte

### Gründungsjahre
Die Tübinger Studenten der Evangelischen Theologie Eduard Gmelin, Paul Dorsch und Josef Schott trafen sich ab dem Frühjahr 1879 regelmäßig zum Gebet, zum gemeinsamen Lesen der Bibel und zum Austausch über die gelesenen Texte. Dieser Zusammenschluss kann als Reflex gelten auf den damals besonders virulenten Antagonismus innerhalb der Evangelischen Theologie zwischen einem eher biblizistischen und einem eher historisch-kritischen Umgang mit der Bibel. Namhafte Vertreter dieser Richtungen sind in Tübingen Johann Tobias Beck und Ferdinand Christian Baur.
Der kleine dem biblizistischen Spektrum zugehörende Kreis wuchs schnell und man trennte sich der Größe wegen in den Bibelkranz (BK) und die Bibelfreunde (BF).
Nach Karl Heim war die Absicht und Ausprägung dieser Kreise, „dass man durch die bloße Existenz einer christlichen Verbindung den Taterweis dafür erbringt, dass es möglich ist, als Student ein Christ zu sein und als Christ in allen Formen des deutschen Studententums, mit Ausnahme des Duells, zu leben. Auch unsere alten Tübinger Bibelkreise (BK und BF) waren ein bescheidener Versuch gewesen, … , dem Schwabenland entsprechend mit einem stark pietistischen Einschlag“.  Die beiden Gruppen vereinigten sich 1905 erneut unter dem Namen Tübinger Bibelkreis (TBK) mit dem Wahlspruch „Freundschaft, Glaube, Wissenschaft“. Indem man „Freundschaft“ an die erste Stelle setzte, bekannte man sich zu einer korporativ geschlossenen Organisation, im Gegensatz zu anderen Strömungen mit eher missionarischem Schwerpunkt, etwa die Deutsche Christliche Studentenvereinigung (DCSV). Diesen Gegensatz erläutert Haejung Hong so: „Jedoch konnte der Tübinger Kreis seine Wurzeln im Altpietismus nicht verleugnen. Wohl auch wegen dieser pietistischen Ursprünge war der Kreis bei der Mission eher zurückhaltend, und so erklärt sich, dass es gerade hier starke Neigung gab, eine in sich geschlossene Gemeinschaft nach dem Vorbild der Verbindungen zu gründen.“ „Glaube“ markierte den Mittelpunkt der Gemeinschaft und „Wissenschaft“ betonte die Anerkenntnis und Wertschätzung wissenschaftlichen Erkennens im Gegensatz zu eher wissenschaftsfeindlichen Strömungen jener Zeit. Es mehrten sich gesellige Treffen neben den Bibelabenden. Es formierten sich die Strukturen einer Studentenverbindung. Die Chargen Senior (×), Consenior (××) und Schriftwart (×××) wurden gewählt.

### Erster Weltkrieg und Weimarer Republik
Im Ersten Weltkrieg hielten die als Soldaten an den Fronten stehenden Bundesbrüder Kontakt mit handgeschriebenen Rundbriefen unter dem Titel „Im Streite zur Seite“. Dies wurde später auch der Name des gedruckten Mitteilungsblatts der Verbindung.
Mitglieder der Verbindungen Tübinger Bibelkreis, Nicaria, Luginsland und wenige andere studentische Teilnehmer beteiligten sich am 27. Juni 1922 nach der Ermordung von Reichsaußenminister Walther Rathenau durch rechtsradikale Attentäter an einer Protestkundgebung auf dem Tübinger Marktplatz. Die von den Gewerkschaften, der SPD, der DDP und dem Zentrum organisierte Veranstaltung stand unter der Parole: „Für die Republik! Gegen den politischen Mord!“ Die Beteiligung von studentischer Seite war ansonsten gering.
Die Verbindung trat im Sommersemester 1923 der Freien Nationalen Hochschulgruppe bei, „um in hochschulpolitischen Angelegenheiten ein Gegengewicht gegen den stramm rechts stehenden Hochschulring Deutscher Art zu bilden.“
In den 1920er Jahren blühte das Verbindungsleben; viele Bundesbrüder kamen hinzu. Der TBK nahm aktiv am Tübinger Verbindungsleben teil und schickte Vertreter zu allen wichtigen Veranstaltungen der Universität.

### NS-Zeit
Nach der Machtübernahme der Nationalsozialisten gab es rege politische Diskussionen innerhalb der Verbindung. Unter anderem ob der TBK dem Nationalsozialistischen Deutschen Studentenbund (NSDStB) beitreten oder ihm demonstrativ fernbleiben soll. Die unterschiedlichen Meinungen wurden respektiert und der Austausch fand auf freundschaftlicher Ebene statt. Allerdings wurde das Tragen von NS-Uniformen bei Veranstaltungen der Verbindung untersagt. Ungeachtet der politischen Umstände wurde das Kreisleben wie gewohnt weitergeführt. 1936 erhöhte das NS-Regime den Druck auf die studentischen Korporationen. Der TBK verzichtete schon 1935 mit einem Schreiben an die Universität vom 14. Dezember freiwillig auf den Status als „Verbindung“,  um als Kreis, getarnt durch den Bibelabend, weiter existieren zu können. Damit gehörte der TBK zu den ganz wenigen studentischen Verbindungen und Vereinigungen, die nach 1936 noch bestanden und wurde schließlich als letzte (s. u.) aufgelöst. Durch den studentischen Sicherheitsdienst erfuhr der NSDStB 1938 vom „Weiterleben“ des TBK als Studentenverbindung und verbot den TBK im Sommer 1938 ganz.
Bei der Feier zum 125-jährigen Bestehen 2004 der Verbindung hielt der damalige Leiter des Tübinger Stadtarchivs, der Historiker Wilfried Setzler, den Festvortrag mit dem Titel: Die A.V. Föhrberg (TBK) im Verbindungsleben Tübingens. Darin beschreibt und kommentiert er den Vorgang der Auflösung des Kreises so:
„Im Sommer 1938 wurde der Kreis unter Anwendung de (sic!) 'Heimtückegesetzes' verboten, gegen Kreismitglieder, die auch Mitglied im NSDStB waren, ein Disziplinarverfahren eingeleitet, das Haus von der Gestapo geschlossen und versiegelt. Damit war in Tübingen die letzte studentische Verbindung aufgelöst, ein Vorgang, der dem Tübinger Bibelkreis einen festen Platz in der Gesamtgeschichte der Tübinger Verbindungen bescherte und bis heute einräumt.“ Alle anderen Verbindungen hatten sich zu dem Zeitpunkt bereits aufgelöst, die letzten im Mai 1936.
„Das Haus wurde im Sommer 1938 von der Partei beschlagnahmt und der SS für ihre Zwecke zur Verfügung gestellt.“ Trotz Verbot lebte der TBK unter dem Decknamen „Stiftskreis Siebenbürgen“ im Tübinger Stift weiter. Neue Mitglieder konnten kaum gewonnen werden, aber wöchentlich wurden Bibelabende veranstaltet, man ging zusammen SpuZen (Spazieren und Zechen) oder besuchte Altfreunde in der Umgebung.
Mindestens 13 Altfreunde waren an der Württembergischen Pfarrhauskette beteiligt. Die Mitglieder dieser von Theodor Dipper organisierten Pfarrhauskette nahmen in ihren Pfarrhäusern und Kirchen Juden und andere Verfolgte des Naziregimes auf und verschleierten ihre Identität, um sie zu schützen. Mindestens 19 Personen entkamen so ihrer Verhaftung und wahrscheinlichen Ermordung.

### Nachkriegszeit und 1968er Bewegung
In der Nachkriegszeit wurden fünf Altfreunde gemeinsam mit ihren Ehefrauen wegen ihrer Beteiligung an der Württembergischen Pfarrhauskette vom Staat Israel als Gerechte unter den Völkern ausgezeichnet: Theodor Dipper, Alfred Dilger, Otto Mörike, Eugen Stöffler, Richard Gölz.
Trotz weiterhin offiziellen Verbotes durch die französische Militärregierung wuchs der TBK und gestaltete wieder freier sein Verbindungsleben. Rasch sprach die Militärregierung dem Altenverein auch wieder das Haus zu. Bereits kurz nach dem Krieg gab es erste Überlegungen zu einer Namensänderung. Der Name der Verbindung wurde ab dem Wintersemester 1950/51 offiziell in „Akademische Verbindung Föhrberg (Tübinger Bibelkreis)“ geändert. Föhrberg ist das Gebiet, auf welchem sich das Verbindungshaus befindet.
Ab den späten 1960ern fand in der Studentenschaft ein radikales Umdenken statt. Die Verbindung hat zwei Weltkriege überdauert, den Wunsch nach Veränderung überlebte die Aktivitas zunächst nicht. Die Studierenden wollten neue Wege einschlagen und die ausgetretenen Pfade alter Generationen verlassen. Ab 1969 ließ die Aktivitas deswegen das Verbindungsleben schleichend auslaufen. 1971 gab es keine Aktivitas mehr. Ein Antrag über die Auflösung des Altenvereins fand jedoch keine Zustimmung. Das 100-jährige Jubiläum 1979 wurde bescheiden gefeiert und es bestand in der Altenschaft wenig Hoffnung auf ein Wiederaufleben einer Aktivitas.

### Rekonstitution bis heute
Zwei Jahre später allerdings 1981 gründeten acht Studenten eine neue bald von der Altenschaft anerkannte Aktivitas. Die neuen Aktiven waren zum großen Teil Studenten der evangelischen Theologie. In der neuen Satzung stand: „Die Verbindung steht allen Tübinger Studentinnen und Studenten offen.“ Sie ist damit diejenige aktive gemischte Verbindung in Tübingen, zu der Frauen am längsten Zugang haben. Diese Veränderung wurde in der Altenschaft ganz überwiegend als dem Geist der Verbindung entsprechend begrüßt. Man begann in kleinen Schritten ein neues Verbindungsleben aufzubauen, zunächst mit Treffen im Gemeindehaus „Lamm“ der Evangelischen Kirchengemeinde Tübingen.
Seit 1982 nahm Föhrberg auch wieder beim Tübinger Stocherkahnrennen teil, nachdem wieder ein Stocherkahn angeschafft wurde. Im Jahr 1984 belegte sie den letzten Platz. Im Jahr 2004 wurde das 125-jährige Jubiläum gefeiert.

## Korporationshaus

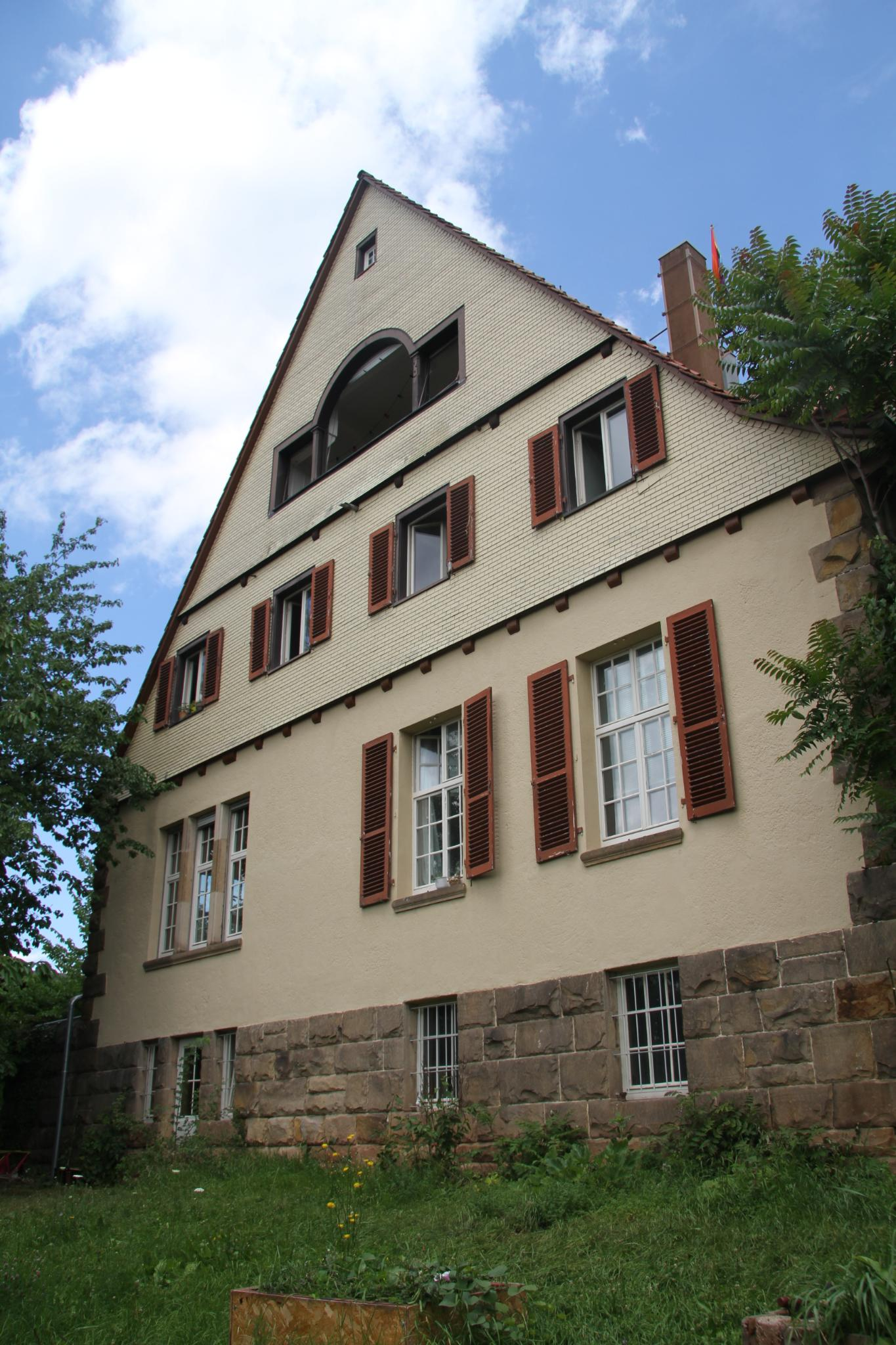
Föhrberghaus Tübingen

Im Jahr 1913 wurde auf dem Tübinger Föhrberg in der Frondsbergstraße 17 das Verbindungshaus als „Wohn- und Vereinshaus“ nach Plänen von Martin Elsaesser gebaut. Elsaesser war einer der innovativsten deutschen Architekten seiner Generation. Der Baustil beim Entwurf des Verbindungshauses des Tübinger Bibelkreises orientiert sich noch am Jugendstil, danach wandte sich Elsaesser dem Expressionismus und dem Bauhaus zu.
Im Zuge des Verbots der Verbindung durch den NSDStB im Sommer 1938 wurde auch das Haus auf dem Föhrberg geschlossen und enteignet. Anlass hierfür waren ausgerechnet die Konventsprotokolle, die die Diskussionen um den Beitritt zum NSDStB dokumentierten.
In der Nachkriegszeit erhielt die AV Föhrberg das Korporationshaus von der französischen Militärregierung wieder zurück. Nachdem es seit 1971 keine Aktivitas mehr gab, wurde das Haus dem Tübinger Studentenwerk für eine Kindertagesstätte zur Verfügung gestellt, später war im Erdgeschoss des Hauses (bis ca. 1985) eine Telefonseelsorge untergebracht. Im Jahr 2013 wurde das 100-jährige Jubiläum des Hauses gefeiert, welches mittlerweile unter Denkmalschutz steht.

## Personen
- Karl Heim (1874–1958), evangelischer Theologe
- Gotthilf Vöhringer (1881–1955), evangelischer Theologe, Gründer der Evangelischen Heimstiftung
- Alfred Lotze (1882–1964), Mathematiker
- Richard Gölz (1887–1975), evangelischer, später orthodoxer Theologe und Kirchenmusiker
- Christian Betsch (1888–1934), Mathematiker
- Otto Riethmüller (1889–1938), evangelischer Theologe und Liederdichter, Teilnehmer der Barmer Bekenntnissynode 1934[30]
- Alfred Dilger (1897–1975), evangelischer Theologe
- Otto Mörike (1897–1978), evangelischer Theologe
- Paul Veil (1899–1945), evangelischer Theologe
- Theodor Dipper (1903–1969), evangelischer Theologe, Teilnehmer der Barmer Bekenntnissynode 1934[31]
- Helmut Lamparter (1912–1991), evangelischer Theologe und Autor
- Walther Küenzlen (1913–1999), Evangelischer Dekan und Schriftsteller
- Otto Kehr (1914–2009), Gründer der Telefonseelsorge Stuttgart, Gesamtleiter der Evangelischen Gesellschaft
- Eberhard Stammler (1915–2004), Journalist und Publizist
- Friedrich Hänssler (1927–2019), Musikwissenschaftler, Theologe und Verleger (Hänssler-Verlag)
- Friedrich Mildenberger (1929–2012), evangelischer Theologe
- Reinhard Breymayer (1944–2017), Philologe, Pietismusforscher und Experte für die Geschichte der Rhetorik
- Gottfried Küenzlen (* 1945), Religionssoziologe
- Albrecht Grözinger (* 1949), evangelischer Theologe
- Wolfgang Schöllkopf (1958–2024), Kirchenhistoriker